# Juan Covarrubias
Juan Carlos Covarrubias Muñoz (Temuco, 15 gennaio 1961) è un ex calciatore cileno, di ruolo centrocampista.

## Carriera

### Club
Ha giocato nella massima serie del campionato cileno con Cobreloa, CD Everton e CD Ñublense.

### Nazionale
Con la Nazionale cilena ha giocato 16 partite prendendo parte alla Copa América 1989.